# Hyphaene dichotoma
Hyphaene dichotoma là loài thực vật có hoa thuộc họ Arecaceae. Loài này được (White) Furtado mô tả khoa học đầu tiên năm 1970.